# اولیوت (کانزاس)
اولیوت (به انگلیسی: Olivet) شهری در ایالت کانزاس کشور ایالات متحده آمریکا است که جمعیت آن در سرشماری سال ۲۰۱۰ میلادی، ۶۷ نفر بوده‌است.